# حسين عيسى
حسين عيسى ممثل مصري  من مواليد 21 مارس 1905. بدأ العمل في مسرح عماد الدين وانتقل بين عدة فرق مسرحية، وفي السينما استغل المخرجون ملامح وجهه القاسية وأسندوا له أدوار الشر ورجل العصابات وهو قاسم مشترك في معظم أدوار الرعب. شارك الفنان محمود المليجى في تكوين شركة إنتاج سينمائي باسم «النجم الفضى» في منتصف الخمسينيات من القرن 20.
توفي حسين عيسى في 15 أكتوبر 1976 عن عمر يناهز 71 سنة وترك 41 عمل سينمائي وتلفزيوني.

## أهم أعماله
- فيلم «البحث عن المتاعب» للمخرج محمود فريد عام 1975، قام بدور «دقشومة».
- فيلم «رضا بوند» للمخرج نجدي حافظ عام 1970، وقام بدور «طناش».
- فيلم «الرجل الثعلب» للمخرج نجدي حافظ عام 1962، وقام بدور «دنجل».
- فيلم «حب ودلع» للمخرج محمود إسماعيل عام 1959، وقام بدور «المعلم أبو سنة».
- فيلم «رباب» للمخرج أحمد جلال عام 1942، وقام بدور «عبد الجبار».

## وصلات خارجية
https://dhliz.com/artist/hussein_eisa/ حسين عيسى (ممثل)